# 古賀弘文
古賀 弘文（こが ひろふみ、1954年9月14日 - ）は日本の俳優、スーツアクター、殺陣師。元ジャパンアクションクラブ所属。

## 略歴
10歳の時、1964年東京オリンピックを見た影響で体操を始める。高校卒業後、一度就職するが、雑誌の記事を見たことがきっかけでジャパンアクションクラブの試験を受け合格、所属することとなった。その後、スーツアクターとして多くの東映作品に出演した。
1978年、『スパイダーマン』でスパイダーマンのアクションを担当。股関節の柔らかさを活かした地を這うようなポーズや猫背での疾走など、そのアクションは原作者のスタン・リーにも認められ、第9話からオープニング映像に「スパイダーマンアクション 古賀弘文」と表記されるようになった。東映のテレビ作品ではスーツアクターの役名を表記しないのが原則となっている中で、異例の措置である。もっとも、本人は芝居は苦手だと語っており、台詞があるシーンではテストの時から面を付けていたという。

## 出演

### テレビ
- 正義のシンボル コンドールマン（1975年、NET）
- 超神ビビューン（1976年、NET） - 超神ズシーン
- ジャッカー電撃隊（1977年、テレビ朝日） - クローバーキング[1]
- スパイダーマン（1978年、東京12チャンネル） - スパイダーマン
- バトルフィーバーJ（1979年、テレビ朝日） - バトルコサック ※第7話以降[2]

### 映画
- 激殺! 邪道拳（1977年） - 五神打D
- ゴルゴ13 九竜の首（1977年） - 空手三兄弟 末弟
- ジャッカー電撃隊VSゴレンジャー（1978年） - クローバーキング
- スパイダーマン（1978年） - スパイダーマン
- 宇宙からのメッセージ（1978年） - ゲリラ戦士

### 舞台
- バトルフィーバーJ正月公演「スーパーヒーロー大集合」（1980年、後楽園ゆうえんち） - スパイダーマン

## 技闘
- 電子戦隊デンジマン 第50・51話（1981年、テレビ朝日）